# Kombinat gastronomiczny „Kaskada” w Łodzi
Kombinat gastronomiczny „Kaskada” (także: Spółdzielnia gastronomiczna „Kaskada”) – budynek znajdujący się w Łodzi przy ul. prez. Gabriela Narutowicza 7/9, wzniesiony na początku lat 70. XX w. (na jednej z belek konstrukcyjnych widnieje napis: kwiecień 1971), otwarty 20 lutego 1975 r.
Budynek ma 5 kondygnacji i 7 tys. m² powierzchni użytkowej. Obiekt wyróżnia się charakterystycznym neonem przedstawiającym 2 lampki szampana oraz nazwę kombinatu.

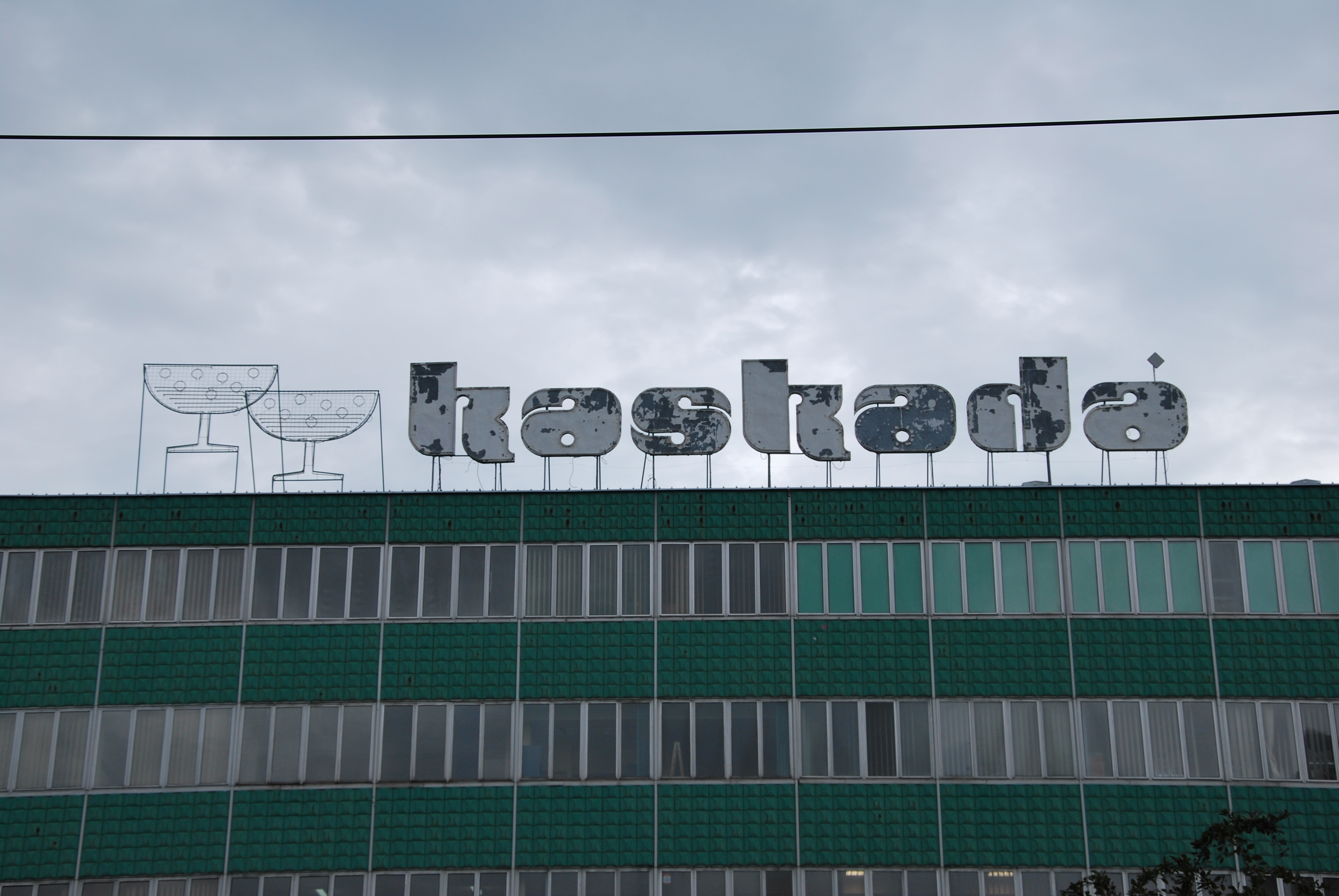
Neon przedstawiający 2 kieliszki szampana i nazwę kombinatu

## Historia
Budowę obiektu rozpoczęto w 1969 r. Po jego wybudowaniu i próbnym rozruchu rozpoczęto wyburzanie kamienic stojących pomiędzy kombinatem a ul. prez. Gabriela Narutowicza. Wraz z realizacją kombinatu gastronomicznego wybudowano również schron, do którego wejście prowadzi bezpośrednio z budynku, niemniej budowla ta nie znajduje się pod budynkiem kombinatu. Początkowo w obiekcie Kaskady znajdowały się: restauracja i kawiarnia (lokale kategorii I) oraz bar szybkiej obsługi (lokal kategorii III), w których znajdowało się łącznie około 600 miejsc dla gości. Ponadto budynek obejmował wytwórnię cukierniczą wraz ze sklepem, a także laboratoria, kuchnię doświadczalną i pomieszczenia biurowe. Budynek połączono z budynkiem łódzkiej telewizji łącznikiem, w którym znajdowała się kawiarnia, i w której planowano realizację programu telewizyjnego Dobry wieczór, tu Łódź oraz występy kabaretowe. W kawiarni grywały orkiestry, w restauracji zaś odbywały się występy artystyczne oraz striptease. Ponadto kombinat gastronomiczny zaopatrywał w żywność: uczelnie, zakłady pracy, bufety oraz zapewniał obsługę cateringową wydarzeń w obrębie całego województwa łódzkiego.
29 maja 2005 r. w kuchni Kaskady wybuchł pożar, który gasiło 22 strażaków. Straty wyniosły około 10 tys. zł. Obyło się bez ofiar. Obiekt z czasem przestał pełnić funkcje restauracyjne a zaczął funkcje biurowo-usługowe. 6 stycznia 2007 r. w budynku otwarto klub Frame – wówczas największy klub bilardowy w Polsce o powierzchni 600 m², w którym znajdowało się 21 stołów do poola oraz 2 do snookera, na jego otwarciu wystąpił Bogdan Wołkowski – wielokrotny mistrz świata w trikach bilardowych. 21 i 22 kwietnia 2007 r. odbyły się w nim zawody bilardowe WIK Pol Tour – Grand Prix Łodzi „8” bil, w których wzięło udział 149 zawodników. Od tego czasu odbywają się w nim regularnie turnieje bilardowe, a liczba stołów powiększyła się łącznie do 33 sztuk. 14 listopada 2008 r. w budynku otworzona została szkoła tańca Project Salsa – na uroczystej gali otwarcia zaśpiewali Marco Bocchino oraz Dominika Korzeniowska. Od 2016 r. w budynku znajduje się pub Klubopiwiarnia, w którym od 2018 r. warzone jest piwo browaru Warkot.